# داغ‌چاتی (بایبورد)
داغ‌چاتی (به ترکی استانبولی: Dağçatı) (به کردی: Qondolot) یک منطقهٔ مسکونی در ترکیه است که در بایبورد واقع شده‌است. داغ‌چاتی ۸۶ نفر جمعیت دارد.